# Musée d'Art Kawaguchiko

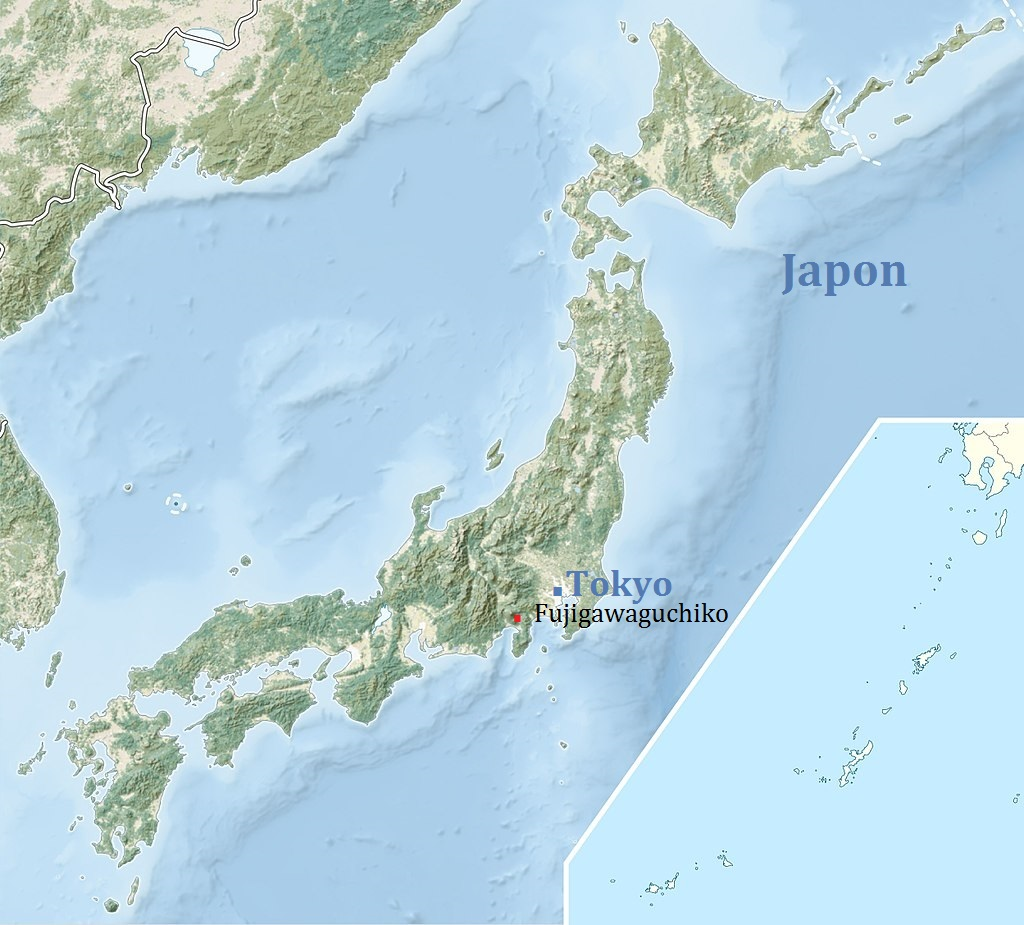
Positionnement sur la carte du Japon du musée d'Art Kawaguchiko.

Le musée d'Art Kawaguchiko est un musée artistique japonais, situé sur les rives du lac Kawaguchi, dans le village de Fujikawaguchiko, dans la région des Cinq lacs du Mont Fuji, dans la préfecture japonaise de Yamanashi.
Il a été dessiné en 1994, par l'artiste de la soie Itchiku Kubota (1917-2003), dans lequel on peut voir une partie de ses œuvres.

## Collections
L'exposition permanente permet de voir une petite collection de peintures et de photographies directement liée avec le mont Fuji. Le musée présente également des expositions temporaires d'artistes japonais et étrangers modernes.